# Distretto di Košice I
Il distretto di Košice I è uno dei 79 distretti della Slovacchia, nella regione di Košice (Slovacchia orientale). È uno dei quattro distretti in cui è divisa la città di Košice.

## Geografia antropica

### Suddivisioni amministrative
Il distretto è suddiviso in 6 quartieri, aventi autonomia amministrativa a livello di comune:
- Džungľa
- Kavečany
- Sever
- Sídlisko Ťahanovce
- Staré Mesto
- Ťahanovce